# Vjačeslavs Isajevs
Vjačeslavs Isajevs (Riga, 27 de agosto de 1993) es un futbolista letón que juega en la demarcación de defensa para el F. K. Auda de la Virslīga.

## Selección nacional
Tras jugar con la selección de fútbol sub-19 de Letonia y con la sub-21, finalmente hizo su debut con la selección absoluta el 9 de septiembre de 2018 en un encuentro de la Liga de Naciones de la UEFA 2018-19 contra Georgia que finalizó con un resultado de 1-0 a favor del combinado georgiano tras el gol de penalti de Tornike Okriashvili.

## Clubes
| Club              | País    | Año       | Partidos | Goles |
| ----------------- | ------- | --------- | -------- | ----- |
| JFK Olimps        | Letonia | 2010-2011 | 33       | 0     |
| Skonto Riga F. C. | Letonia | 2012-2015 | 66       | 3     |
| F. K. RFS         | Letonia | 2016-2020 | 101      | 3     |
| F. K. Liepāja     | Letonia | 2021-2022 | 40       | 1     |
| F. K. Auda        | Letonia | 2022-     | 73       | 3     |

## Palmarés

### Títulos nacionales
| Título          | Club              | País    | Año  |
| --------------- | ----------------- | ------- | ---- |
| Copa de Letonia | Skonto Riga F. C. | Letonia | 2012 |
| Copa de Letonia | F. K. RFS         | Letonia | 2019 |